# Projektil
Projektil je fizičko tijelo, naprava ili složeno sredstvo koje gađa neki cilj. Projektil može biti ispaljen iz puške (metak, zrno), iz topa (granata), raketnog lansera, broda i sl. Kada nogometaš pukne loptu, ona se može smatrati projektilom. Projektil se najčešće spominje u vojnom smislu u kojem označava oružje koje koje nanosi izravnu štetu čovjeku, objektu, životinji i sl. Neki projektili su punjeni i eksplozivnim sredstvom kako bi se povećala učinkovitost projektila, dok su neki izrađeni od nekog tvrdog materijala koji se velikom brzinom zabija u tijelo čovjeka ili vozila.

## Vanjske poveznice
- Projectile Motion Applet  Arhivirana inačica izvorne stranice od 14. rujna 2008. (Wayback Machine)